# 三元塔 (德庆)
23°08′17″N 111°49′32″E / 23.13806°N 111.82556°E
三元塔位于中国广东省肇庆市德庆县城东郊德庆西江大桥北岸东侧的白沙山上，是一座明代楼阁式砖塔，明万历二十七年（1599年）由德庆知州沈有严倡建，祈望文风昌盛、三元及第而称三元塔。1989年被列为第三批广东省文物保护单位。
白沙山是古代西江导航的烟墩，正对罗定江汇入西江的南江口，三元塔的地理位置又使其充当了航标塔的作用。三元塔形制与粤西地区其它砖塔如肇庆崇禧塔、罗定文峰塔等相似，为穿壁绕平座式楼阁式砖塔，平面八角，外观9层，内分17层，高58.13米。塔基须弥座以花岗岩及红砂石建造，塔身用青砖建造，檐面及平座以挑檐砖和菱角砖相间叠涩挑出，檐面盖瓦。塔刹为20世纪90年代重修时补建，由铁铸覆钵、露盘和铜葫芦组成。